# Universitat Nacional Australiana
La Universitat Nacional Australiana (Australian National University - ANU) és una universitat d'investigació situada a Canberra, la capital d'Austràlia. El seu campus principal a Acton comprèn set centres docents i de recerca, a més de diverses acadèmies i instituts nacionals.
Fundada el 1946, ANU és l'única universitat creada pel Parlament d'Austràlia. Es remunta als seus orígens al Canberra University College, que es va establir el 1929 i es va integrar a ANU el 1960. L'ANU matricula 10.052 estudiants de primer cicle i 10.840 de postgrau i dona feina a 3.753 persones. La dotació de la universitat es va situar en 1.800 milions de dòlars australians a partir del 2018.
Compta amb sis premis Nobel i 49 acadèmics de Rodes entre els seus professors i exalumnes. La universitat ha format dos primers ministres, 30 actuals ambaixadors australians i més d'una dotzena de caps de departaments de govern actuals d'Austràlia. Les darreres versions de les publicacions acadèmiques d'ANU es realitzen a través d' ANU Press en línia.

## Història

### Origen

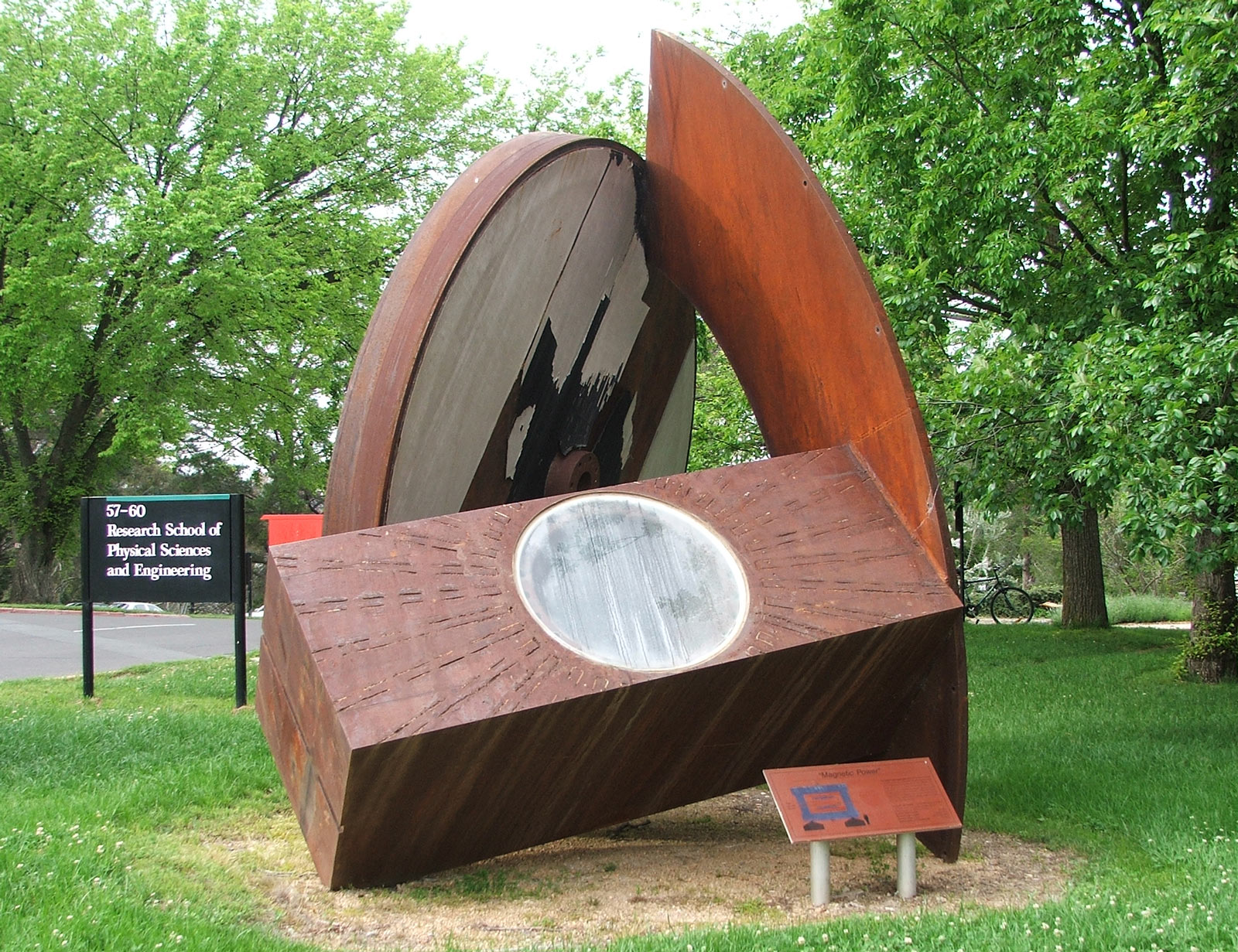
Restes del generador homopolar ANU dissenyat per Mark Oliphant

Les crides per a l'establiment d'una universitat nacional a Austràlia van començar ja l'any 1900. Després de determinar la ubicació de la capital del país, Canberra, el 1908, es va reservar un terreny per a l'UNA als peus de la Muntanya Negra en els dissenys de la ciutat de Walter Burley Griffin. La planificació de la universitat va ser interrompuda per la Segona Guerra Mundial, però es va reprendre amb la creació del Departament de Reconstrucció de la Postguerra el 1942, que finalment va portar a l'aprovació de l'Australian National University Act 1946 pel govern de Chifley l'1 d'agost de 1946.
Un grup d'estudiosos destacats australians van tornar de l'estranger per unir-se a la universitat, incloent-hi Howard Florey (codesenvolupador de la penicil·lina), Mark Oliphant (un físic nuclear que va treballar en el Projecte Manhattan) i Keith Hancock (el professor Chichele d'Història Econòmica a Oxford). El grup també incloïa un neozelandès, Raymond Firth (professor d'antropologia a LSE), que abans havia treballat a Austràlia alguns anys. L'economista Douglas Copland va ser nomenat primer vicerector i l'antic primer ministre Stanley Bruce va ser el primer canceller. La universitat es va organitzar originalment en quatre centres: les escoles de recerca de ciències físiques, ciències socials i estudis del Pacífic i l'escola d'investigació mèdica John Curtin.
La primera sala de residents, Casa de la Universitat, es va obrir l'any 1954 per a professors i estudiants de postgrau. L'Observatori del Mont Stromlo, establert pel govern federal el 1924, va passar a formar part de la universitat el 1957. Les primeres ubicacions de la biblioteca, els edificis Menzies i Chifley, es van obrir el 1963. L'Escola Forestal d'Austràlia, situada a Canberra des de 1927, va ser fusionada el 1965.

### Canberra University College

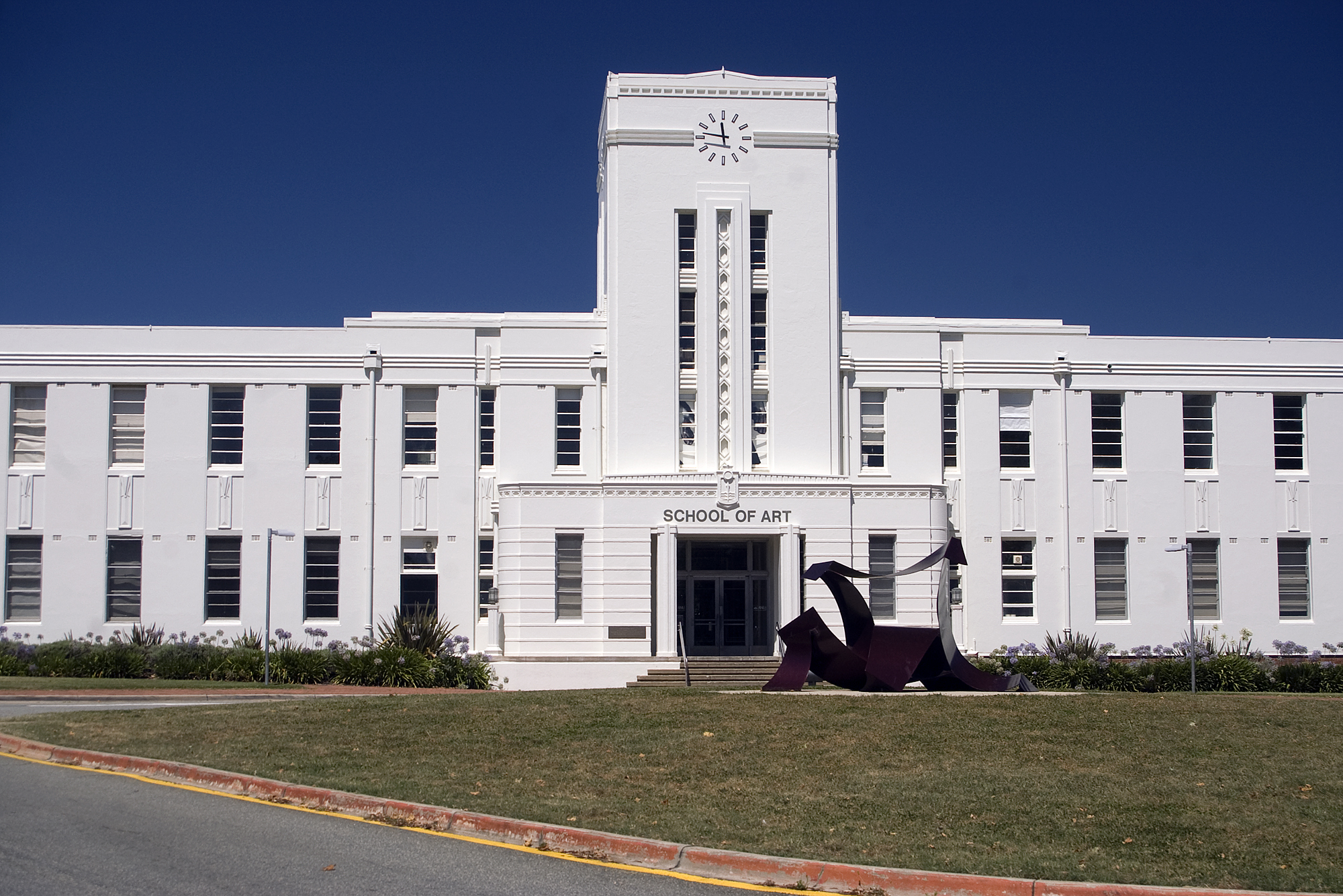
Escola d'art de la universitat ubicada a l'antic edifici de Canberra High School

El Canberra University College (CUC) va ser la primera institució d'educació superior a la capital nacional, que es va establir el 1929 i va matricular els seus primers alumnes de grau el 1930. La seva fundació va ser liderada per Robert Garran, un dels redactors de la Constitució australiana i primer procurador general d'Austràlia. CUC estava afiliat a la Universitat de Melbourne i els seus títols eren concedits per aquesta universitat. Entre els líders acadèmics del CUC hi havia l'historiador Manning Clark, el politòleg Finlay Crisp, el poeta AD Hope i l'economista Heinz Arndt.
L'any 1960, el CUC es va integrar a l'ANU com a Escola d'Estudis Generals, inicialment amb facultats de lletres, economia, dret i ciències. Més tard es van introduir facultats d'estudis orientals i d'enginyeria. Bruce Hall, la primera universitat residencial per a estudiants universitaris, es va obrir el 1961.

### Era moderna
L'Escola de Música de Canberra i l'Escola d'Art de Canberra es van ajuntarel 1988 per formar l' Institut de les Arts de Canberra, i es van fusionar amb la universitat com a Institut de les Arts de l'ANU el 1992.
La universitat va establir la seva Facultat de Medicina l'any 2002, després d'obtenir l'aprovació del govern federal l'any 2000.
El 18 de gener de 2003, els incendis forestals de Canberra van destruir en gran part l' Observatori del Mont Stromlo. Els astrònoms de l'ANU realitzen ara investigacions des de l'Observatori de Siding Spring, que conté 10 telescopis, inclòs el Telescopi anglo-australià.
El febrer de 2013, l'empresari financer i graduat de l'ANU Graham Tuckwell va fer la donació universitària més gran de la història d'Austràlia donant 50 milions de dòlars per finançar un programa de beques de pregrau a l'ANU.
La universitat és coneguda per la seva història d'activisme estudiantil i, en els darrers anys, per la seva campanya de desinversió de combustibles fòssils, que és una de les més llargues i exitoses del país. La decisió del Consell de l'ANU de desinvertir de dues empreses de combustibles fòssils el 2014 va ser criticada pels ministres del govern Abbott, però defensada pel vicerector Ian Young.
Una enquesta realitzada per la Comissió Australiana de Drets Humans el 2017 va trobar que l'ANU tenia la segona incidència més alta d'agressions sexuals i assetjament sexual. El 3,5% dels enquestats de l'ANU van declarar haver estat agredits sexualment el 2016. El vicerector Brian Schmidt va demanar disculpes a les víctimes d'agressió i assetjament sexual.
L'ANU va tenir finançament i retallades de personal a l'Escola de Música el 2011-2015 i a l'Escola de Cultura, Història i Llengua el 2016. Tanmateix, hi ha una sèrie de dotacions globals (governamentals) disponibles per a les arts i les ciències socials, designades només per a ANU. Alguns cursos s'imparteixen ara en línia.
La universitat té acords d'intercanvi per als seus estudiants amb moltes universitats estrangeres, sobretot a la regió Àsia-Pacífic, com ara la Universitat Nacional de Singapur, la Universitat de Tòquio, la Universitat de Hong Kong, la Universitat de Pequín, la Universitat de Tsinghua i la Universitat Nacional de Seül. En altres regions, les universitats destacades inclouen la Université Paris Sciences et Lettres, la George Washington University, la Universitat de Califòrnia, la Universitat de Texas, la Universitat de Toronto a Amèrica del Nord i l'Imperial College London, King's College London, Sciences Po, ETH Zürich, Universitat Bocconi, la Universitat de Copenhaguen i el Trinity College de Dublín a Europa.
El 2017, els pirates informàtics xinesos es van infiltrar als ordinadors de la Universitat Nacional d'Austràlia, cosa que podria haver compromès la investigació en seguretat nacional realitzada a la universitat.

## Campus

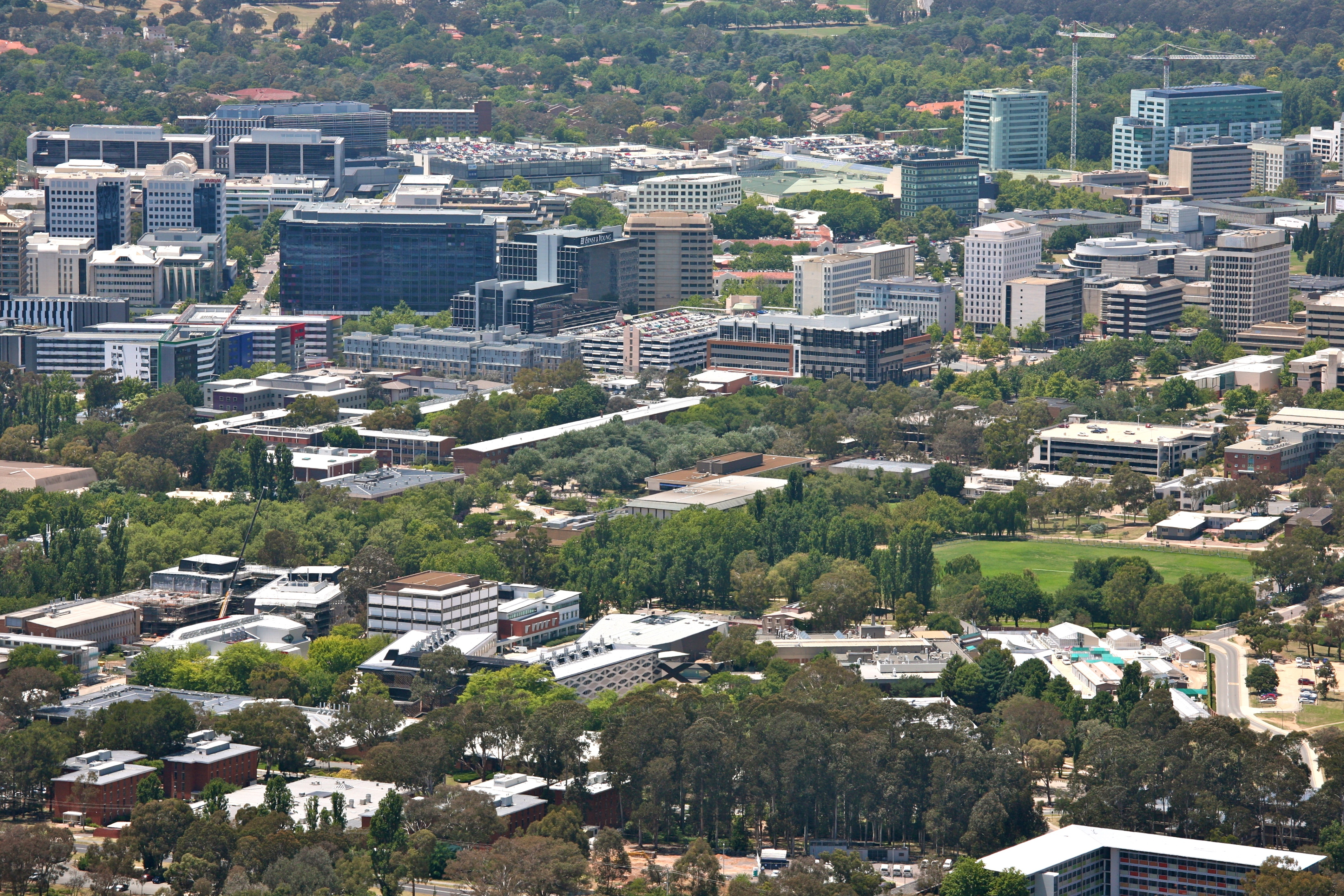
Acton, Canberra

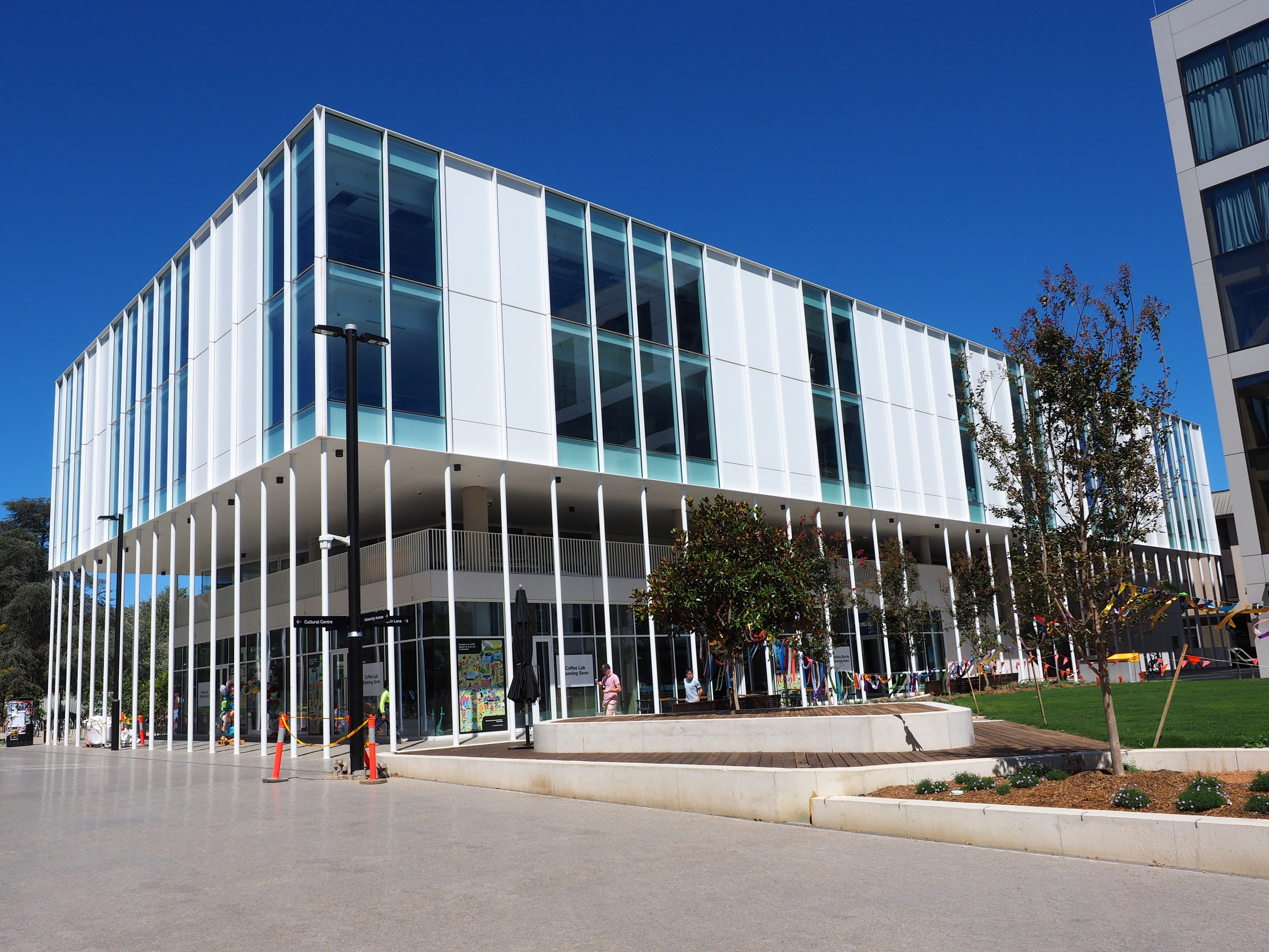
Di Riddell Student Center va obrir el 2019

El campus principal s’estén pel barri d'Acton, a Canberra, i consta de 358 acres (1.45 km2) de parcs majoritàriament ocupats per edificis universitaris. L'ANU està dividida per Sullivans Creek, una part de la conca Murray – Darling, i limita amb el bosc natiu de Black Mountain, el llac Burley Griffin, el suburbi de Turner i el districte central de negocis de Canberra. Molts espais universitaris tenen una importància històrica que data de l'establiment de la capital, amb més de 40 edificis reconeguts per la llista del patrimoni de la Commonwealth i diversos altres a les llistes locals.
Amb més de 10.000 arbres al seu campus, va guanyar un premi a la xarxa de campus sostenibles internacionals el 2009 i és el segon campus universitari més verd d'Austràlia el 2011.
Quatre de les cinc acadèmies científiques d'Austràlia tenen seu a ANU: l'Acadèmia Australiana de Ciències, l'Acadèmia Australiana de les Humanitats, l'Acadèmia de Ciències Socials d'Austràlia i l'Acadèmia Australiana de Dret. El Centre Nacional d'Austràlia per a la Sensibilització Pública de la Ciència i el National Film and Sound Archive també es troben a ANU, mentre que el Museu Nacional d'Austràlia i CSIRO es troben al costat del campus.
Ocupa ubicacions addicionals, incloent l'Observatori Mount Stromlo als afores de Canberra, l'Observatori Siding Spring a prop de Coonabarabran, un campus a Kioloa a la costa sud de Nova Gal·les del Sud i una unitat d'investigació a Darwin.

### Biblioteca
La biblioteca es va originar el 1948 amb el nomenament del primer bibliotecari, Arthur McDonald. La biblioteca té més de 2,5 milions de volums físics distribuïts en sis branques: les biblioteques Chifley, Menzies, Hancock, Art & Music i Law i el repositori d'impressions extern. Les biblioteques de Chifley i Hancock són accessibles per al personal i els estudiants de l'ANU les 24 hores del dia.

### Residències
Hi ha onze instal·lacions residencials afiliades a ANU: Bruce Hall, Burgmann College, Burton & Garron Hall, Fenner Hall, Gowrie Hall, Graduate House, John XXIII College, Toad Hall, Ursula Hall, Wamburun Hall i Wright Hall. Totes es troben al campus, excepte el Gowrie Hall, que es troba al barri proper de Braddon. Els estudiants també resideixen als centres privats adjacents al campus: Davey Lodge, Kinloch Lodge, Warrumbul Lodge i Lena Karmel Lodge. El 2010 es va establir el Griffin Hall no residencial per a estudiants que viuen fora del campus. Un altre allotjament per a estudiants fora del campus va ser impulsat per UniGardens Pty, University Gardens situat a Belconnen.
El 2014, el 2019 i el 2020 hi va haver grans protestes organitzades per líders estudiantils a totes les residències de l'ANU contra fortes pujades de lloguers, la negligència de l'assistència pastoral i els fracassos reiterats en la resolució de problemes relacionats amb agressions i assetjament sexual.

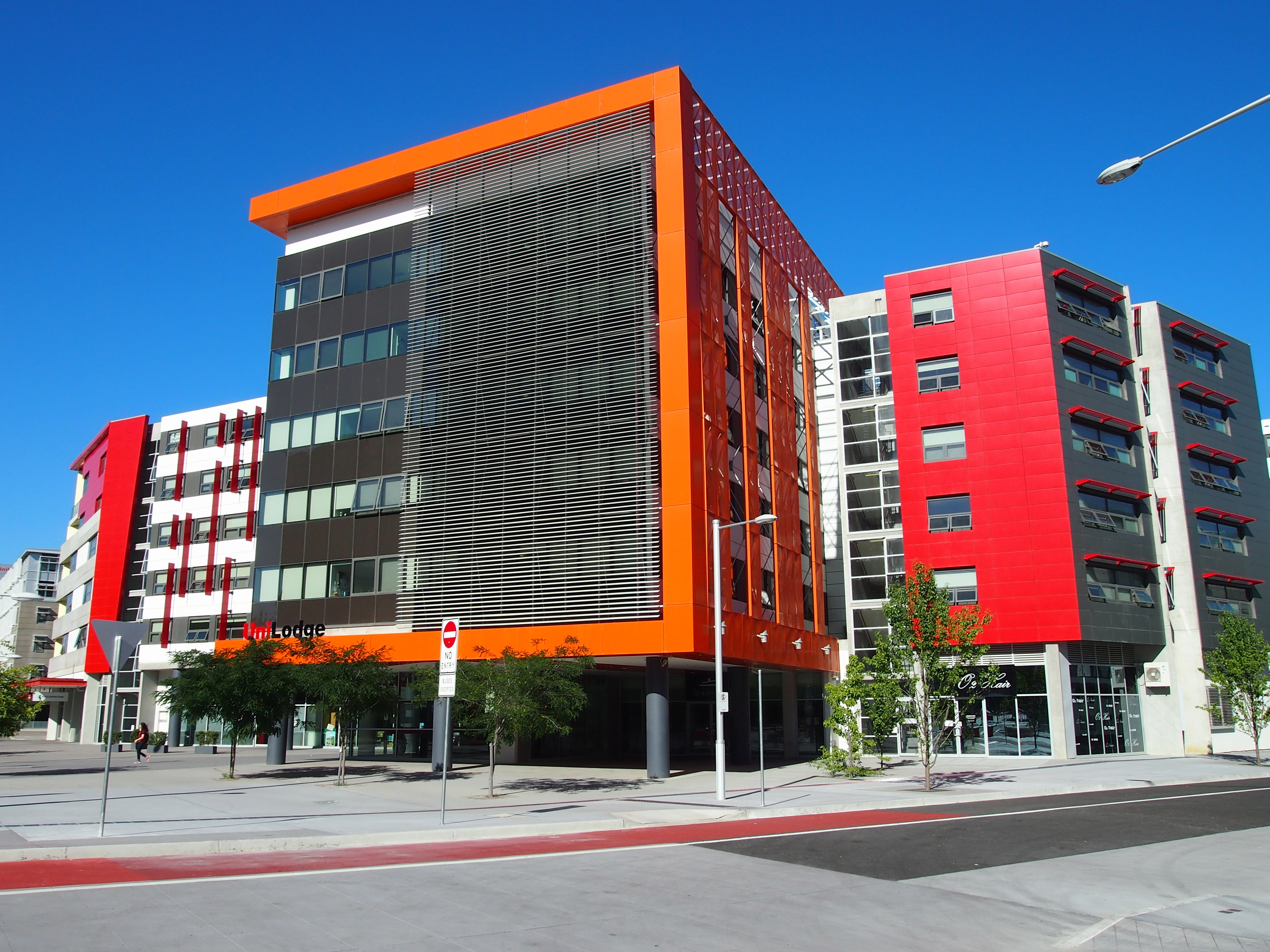
Kinloch Lodge
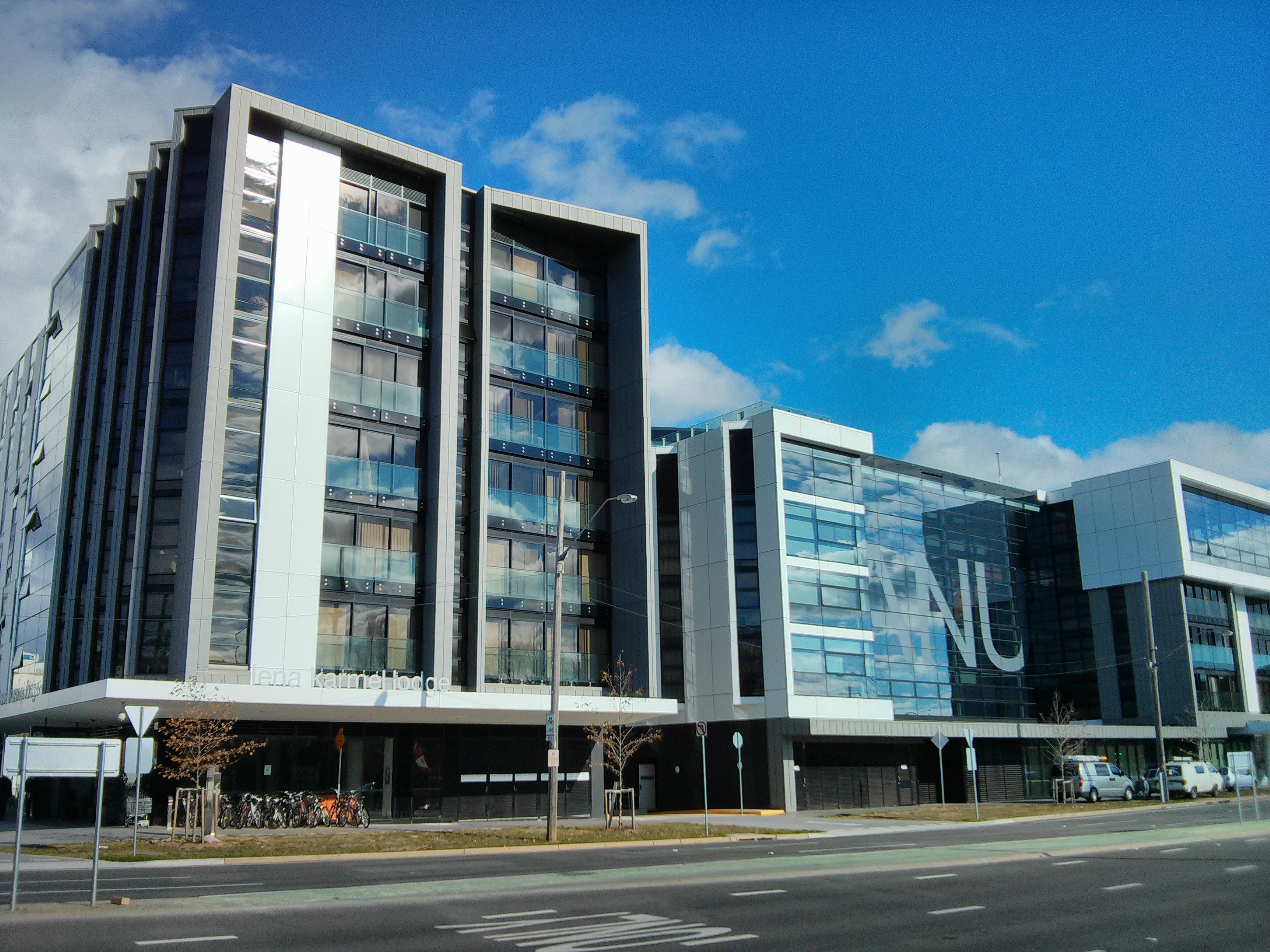
Lena Karmel Lodge
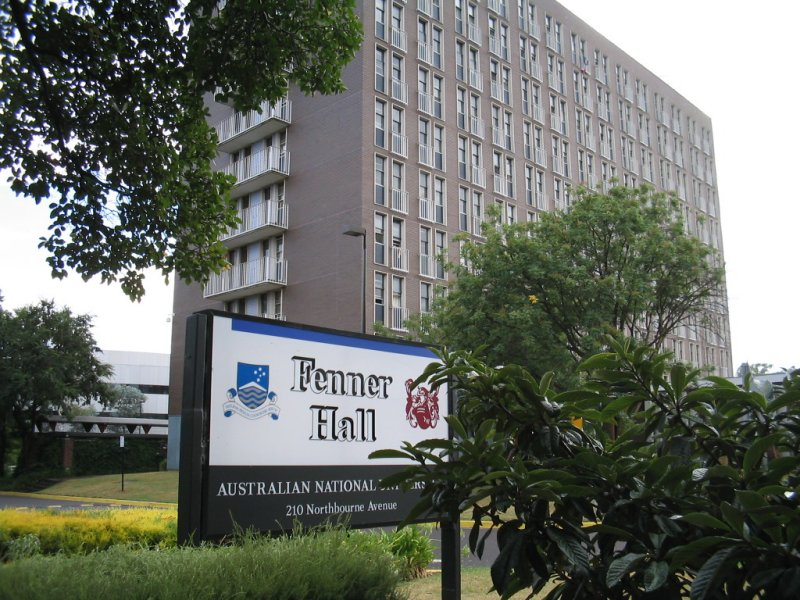
Sala Fenner
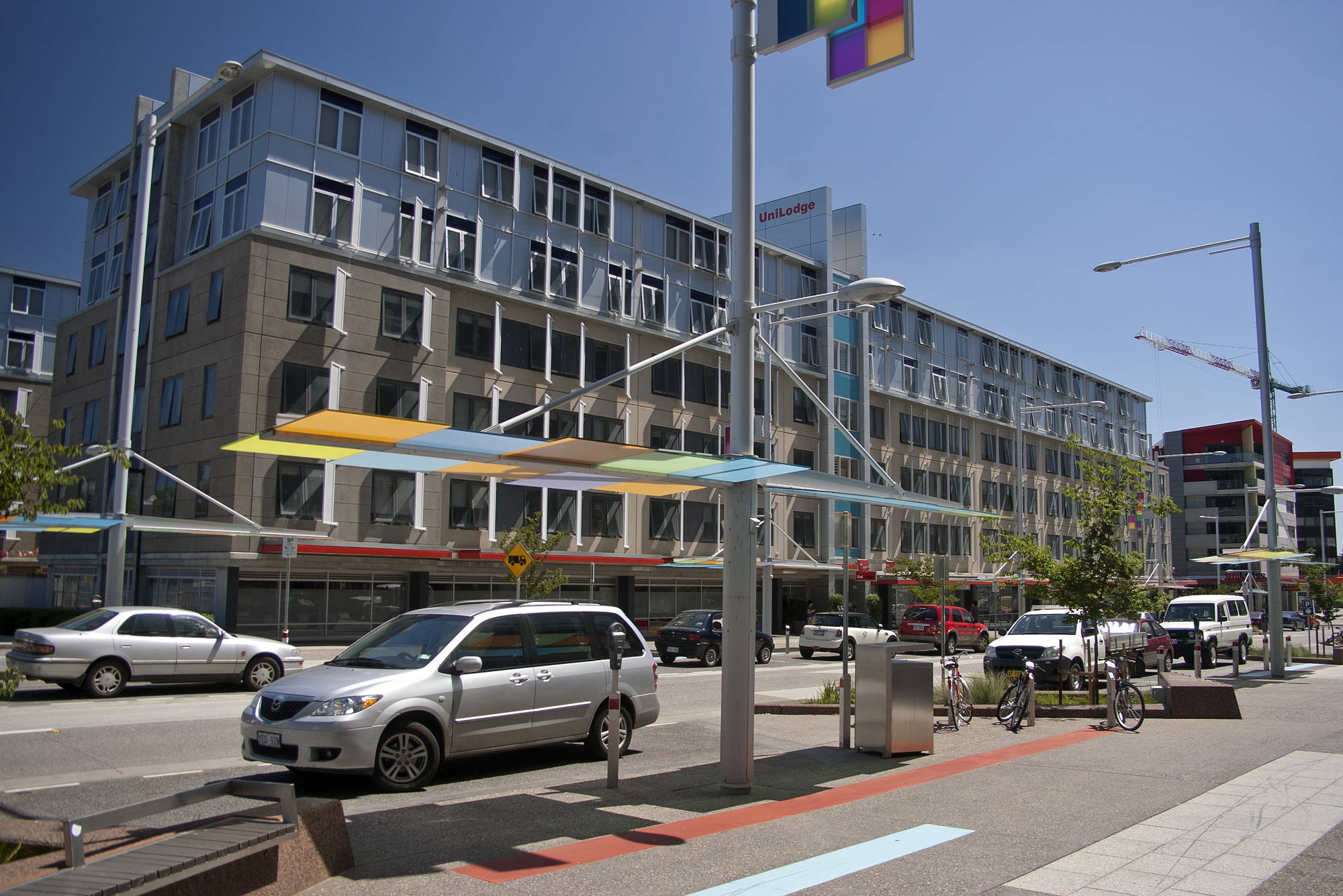
Davey Lodge

## Rànquings
És considerada una de les universitats de recerca més importants del món, en el Rànquing de Xangai de 2021 estava classificada la 76a del mon i cinquena australiana, i està classificada com la universitat número u d'Austràlia i l'hemisferi sud pel rànquing QS World University 2021. És la universitat número 31 del món segons el rànquing QS World University 2021, i en el lloc 59 del món (tercer a Austràlia) pel 2021 Times Higher Education.
Al rànquing universitari global d'ocupabilitat Times Higher Education 2020, un rànquing anual d'ocupabilitat de graduats universitaris, ANU ocupava el lloc 15 del món (primer a Austràlia). Segons la QS World University per assignatura del 2020, la universitat també es va classificar entre les deu millors del món en antropologia, ciències de la terra i del mar, geografia, geologia, filosofia, política i sociologia.